# Refinería SMP de níquel y cobalto
La refinería SMP de níquel y cobalto en San Miguel Paulista se encuentra en el Estado de São Paulo, Brasil.  La refinería, propiedad de la minera australiana Jervois Mining, procesa concentrado de cobalto y cobre producido en la mina Idaho Cobalt Operations de la misma Jervois en el bosque nacional Salmon-Challis en Iowa, Estados Unidos.  El cobalto producido por la refinería SMP es enviado a la refinería Freeport Cobalt Refinery, de la cual Jervois posee el 40%, en Karleby, Finlandia, donde se completa el proceso.
Es la única refinería electrolítica de níquel y cobalto en Iberoamérica.  Se encuentra a 120 kilómetros del puerto de Santos y consume mucha electricidad la cual obtiene, en parte, de hidroeléctricas.

## Historia
Votorantim construyó la refinería en 1981 y, empleando como insumo carbonato de níquel, en ella produjo níquel y cátodos electrolíticos de cobalto hasta su clausura en 2016, a vistas de los bajos precios del níquel que ocasionaron el cierre de su principal proveedor, la mina de Niquelândia de la Compañía Brasileña de Aluminio (CBA) —también subsidiaria de Votorantim— y a la cual Votorantim cedió la cerrada refinería, con la consigna de meramente darle mantenimiento.
Bajo la tutela de Votorantim, la refinería también procesó carbonatos de níquel de Yabulu en Queensland, hidróxidos mixtos de Ravensthorpe en la Australia Occidental y de Goro, en la Nueva Caledonia, e hidróxido de cobalto del Congo.
Los productos de la refinería eran vendidos con la marca Tocantins.  En 2020, Jervois acordó comprar la refinería a CBA por $22.5 millones (dólares de los EE. UU.); se completó la transacción en julio de 2022.
En abril de 2022, Jervois concluyó un estudio de viabilidad bancaria de la refinería SMP, con una previsión de producción de 10,000 toneladas/año (t/a) de cátodos de níquel y 2,000 t/a de cátodos de cobalto, en una primera etapa, y hasta 25,000 t/a de los de níquel en una segunda etapa.  La alcaldía de San Pablo (ciudad) concedió un nuevo permiso de explotación de la refinería en julio, y el Estado de San Pablo, a su vez, en septiembre.
Los productos de la refinería SMP continúan siendo mercadeados con la marca Tocantins.